# Långstjärtad nattskärra
Långstjärtad nattskärra (Caprimulgus climacurus) är en fågel i familjen nattskärror.

## Utseende och läte
Långstjärtad nattskärra är en slank nattskärror med en mycket lång stjärt. Fjäderdräkten är vanligen rostbrun eller gråbrun, men lokalt mrökbrun. Båda könen har en stor ljus teckning på vingens yttre del och utmed stjärtsidorna, vit hos hanen och beige hos honan. Arten liknar kilstjärtad nattskärra men har längre stjärt och fjäderdräkten är rostbrun i områden där de överlappar. Lätet är en mycket snabb och mekanisk drill, ljusare än liknande läten hos andra nattskärror. Även ett "chiow" kan höras, ofta i flykten.

## Utbredning och systematik
Långstjärtad nattskärra delas in i tre underarter med följande utbredning:
- Caprimulgus climacurus climacurus – Mauretanien till Sudan, västra Etiopien och östra Kongo-Kinshasa
- Caprimulgus climacurus sclateri – Guinea till nordvästra Uganda
- Caprimulgus climacurus nigricans – östra Sudan (delstaten An-Nil al-Abyad)

## Status
Arten har ett stort utbredningsområde och beståndet anses stabilt. Internationella naturvårdsunionen IUCN listar den därför som livskraftig (LC).